# Pavol Gašpar
Pavol Gašpar (* 7. ledna 1988 Nitra) je slovenský právník, ředitel Slovenské informační služby.

## Život
Pavol Gašpar je synem bývalého slovenského policejního prezidenta, dnes předsedy parlamentního výboru pro obranu a bezpečnost, Tibora Gašpara.
Podle svého životopisu vystudoval v roce 2011 právo na soukromé Panevropské vysoké škole. Pak pracoval jako policejní vyšetřovatel a později jako úředník soudní rady. V letech 2013–2016 pracoval jako asistent soudce Nejvyššího soudu. Další tři roky pak pracoval jako soudní úředník na Okresním soudě v Nitře. 
V životopise k nominaci na ředitele SIS uvedl, že od roku 2019 pracuje v advokacii. Deník SME ale zjistil, že do seznamu advokátů byl zapsán až 25. ledna 2021. Od 20. listopadu 2023 mu byl výkon advokacie na vlastní žádost pozastaven.
Gašpar je vlastníkem více nemovitostí. Když byl v souvislosti s tím novináři dotazován na zdroje svých příjmů, protože ve zmíněných funkcích nemohl potřebné peníze vydělat, uvedl, že zastával funkce, „o kterých nemá zapotřebí ve svém životopise veřejně informovat“.
Premiér Robert Fico po nástupu své čtvrté vlády v říjnu 2023 uvedl, že chce nového ředitele Slovenské informační služby (SIS), když tato funkce nebyla obsazena. Do funkce vláda navrhla Gašparova otce Tibora, tehdejší prezidentka Zuzana Čaputová ho však odmítla jmenovat, když byl tehdy v pozici obviněného z korupčních trestných činů. Vláda následně změnila statut SIS tak, že byla vytvořena pozice náměstka ředitele s pravomocemi ředitele, za náměstka pak v březnu 2024 jmenovala Pavola Gašpara, když k tomuto součinnost prezidentky nepotřebovala. Po zvolení Petera Pellegriniho, zástupce vládní strany Hlas, slovenským prezidentem v dubnu 2024, ho nový prezident jmenoval ředitelem SIS.

## Kontroverze
V únoru 2022 byl Gašpar krátce obviněný za to, že na nahrávce z chaty v Čifárech z roku 2021 přemlouval tehdejšího exministra vnitra a současného ministra obrany Roberta Kaliňáka (SMER) ke křivé výpovědi. Prokurátor ale obvinění po několika týdnech zrušil a zastavil i trestní stíhání. Gašpar na nahrávce mimo jiné uvedl, že se těší na pomstu, až se strana Smer vrátí k moci, pak zlikviduje tehdejšího speciálního prokurátora Daniela Lipšice a utrhne mu hlavu, spoludiskutující advokát Marek Para pak sliboval, že Lipšice přejede na přechodu.
Byl také vyšetřován pro podezření, že v roce 2015 poskytl úplatek 60 tisíc eur (asi 1,6 mil. Kč) bývalému policejnímu vyšetřovateli. Policie podezření odložila jako promlčené a trestní stíhání ani nezahájila.